# Montalèir
Montélier és un municipi (comuna) del departament francès de la Droma al sud-est de França. Tenia 1.087 habitants l'any 1911 i 3.433 el 2008.